# Juan María Ollora Otxoa de Aspuru
Juan María Ollora Otxoa de Aspuru (Vitòria, 1947) és un polític i economista basc. Llicenciat en Ciències Econòmiques. Diplomat en Integració Econòmica Europea pel College of Europe a Brugge (Bèlgica). Diplomat en Estudis Europeus, és membre de la Societat d'Estudis Bascos i de la Reial Societat Bascongada d'Amics del País. Ha estat economista del Servei d'Estudis de la Cambra de comerç d'Àlaba i professor de la Universitat Nacional d'Educació a Distància (UNED).
Militant del Partit Nacionalista Basc, ha estat Conseller d'Economia i Hisenda del Consell General Basc preautonòmic. A les eleccions generals espanyoles de 1979 fou escollit senador per Àlaba. A les eleccions al Parlament Basc de 1980 també fou elegit diputat per Àlaba, tot i que poc després deixà el càrrec. A les eleccions generals espanyoles de 1982 també fou elegit diputat per Àlaba. Es presentà novament a les llistes del PNB a les eleccions al Parlament Basc de 1986, 1990, 1994 i 1998. També ha estat diputat a la Junta de la Diputació Foral d'Àlaba.